# Cuenca del río Queule
La cuenca del río Queule es el espacio natural de la cuenca hidrográfica del río Queule, una cuenca exorreica costera y de régimen pluvial con una extensión de 69.788 hectáreas ubicada en la Región de La Araucanía y que la Dirección General de Aguas asigna el código 095 del inventario BNA de cuencas de Chile.

## Límites y relieve

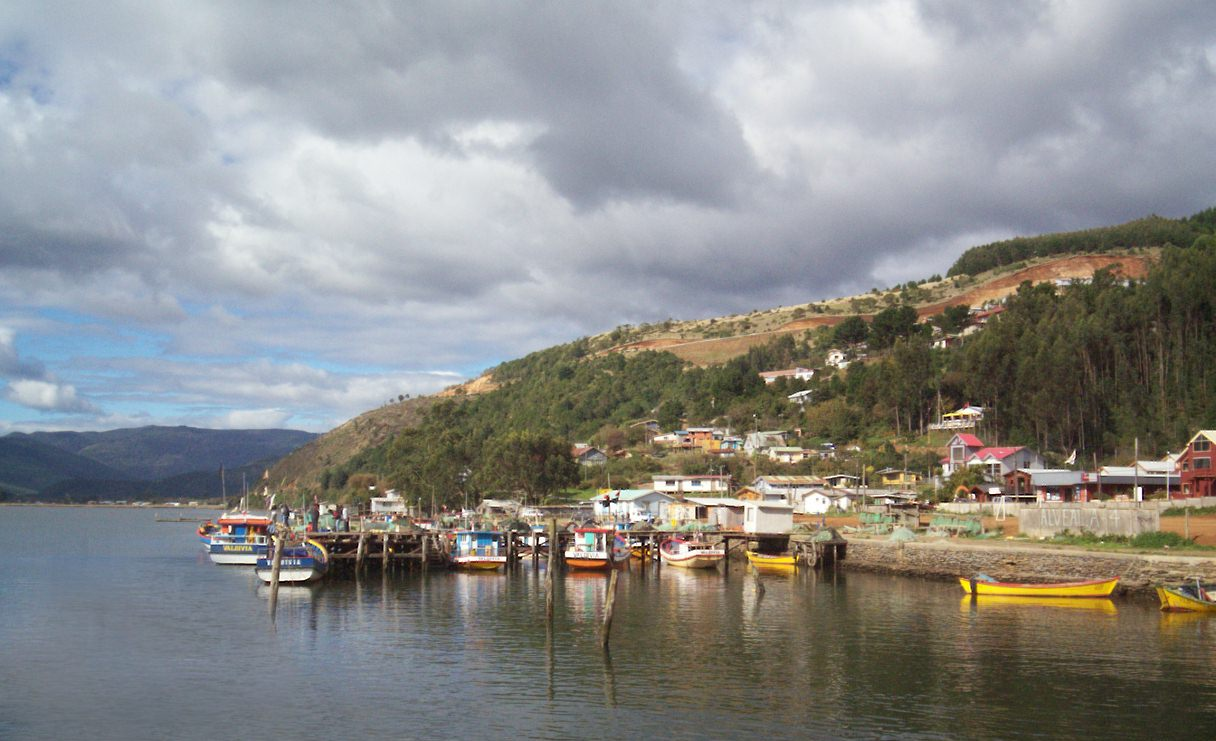
Localidad de Queule.

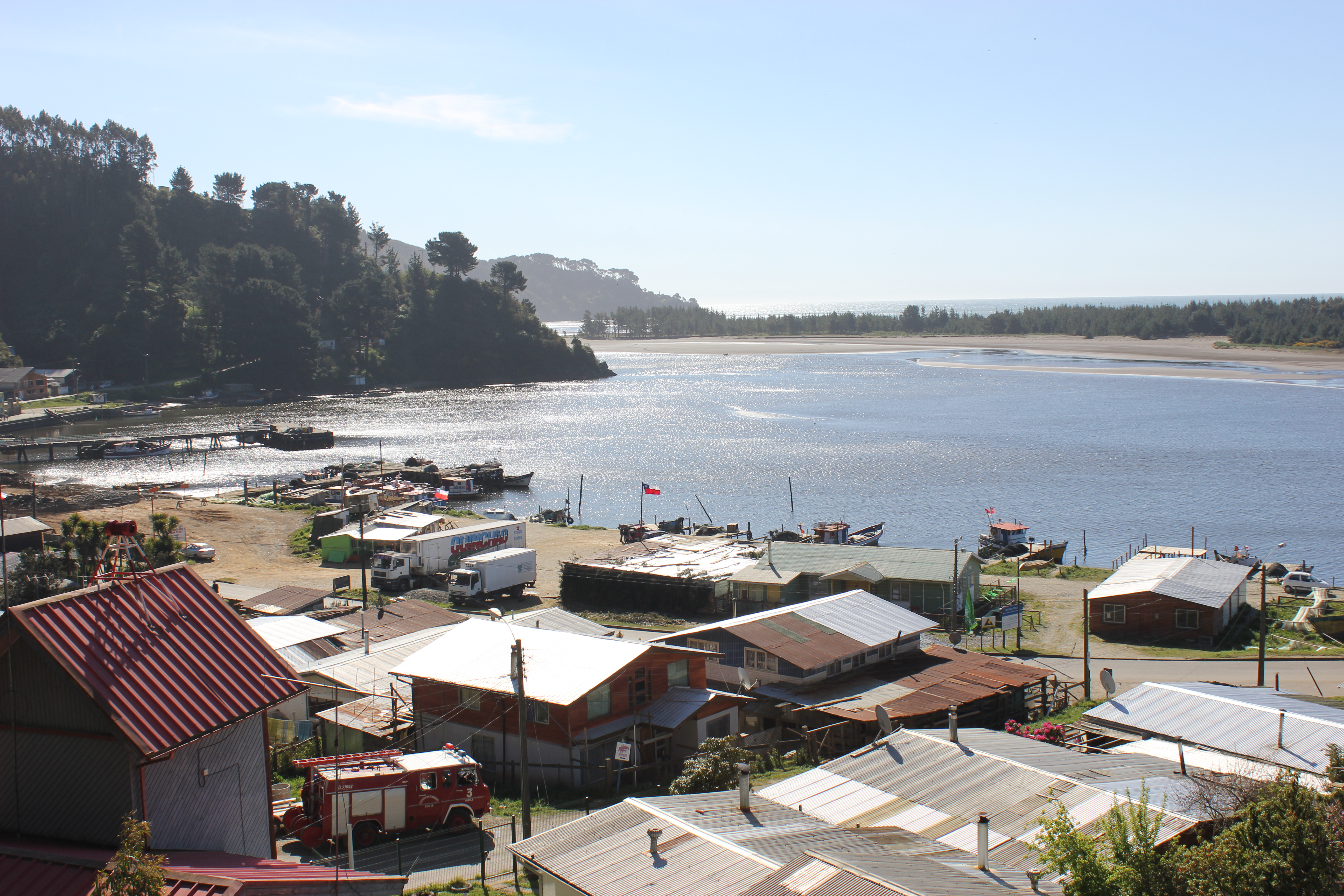
Desembocadura del río Queule.

La cuenca limita al oeste, al norte y al este con la cuenca del río Toltén y al sur con las cuencas costeras entre límite regional y río Valdivia, en particular con la cuenca del río Lingue. Solo su desembocadura queda frente al océano Pacífico.

## Población
El sistema de información y monitoreo de biodiversidad del Ministerio del Medio Ambiente de Chile señala la siguiente distribución de la superficie de la cuenca entre las comunas (el porcentaje es de la cuenca):
| Región       | Provincia | Comuna     | Hectáreas  | Porcentaje |
| ------------ | --------- | ---------- | ---------- | ---------- |
| La Araucanía |           |            | 69.787,986 | 99,756%    |
|              | Cautín    |            | 69.787,986 | 99,756%    |
|              |           | Gorbea     | 81,612     | 0,117%     |
|              |           | Pitrufquén | 22,498     | < 0,1%     |
|              |           | Toltén     | 69.683,876 | 99,607%    |
| Los Ríos     |           |            | 74,277     | 0,106%     |
|              | Valdivia  |            | 74,277     | 0,106%     |
|              |           | Mariquina  | 74,277     | 0,106%     |

## Subdivisiones
La Dirección General de Aguas subdivide o reúne las cuencas de Chile acorde a las necesidades de estudio y gestión. Existen dos inventarios que han logrado ser aceptados como principales, el del inventario de cuencas del Banco Nacional de Aguas (BNA) de 1978, de mayor uso, y el inventario de cuencas del Departamento de Administración de Recursos Hídricos (DARH) de 2014 de mejor cartografía que ha obligado a redefinir algunos límites, a veces con cambios mayores, pero también por algunas redefiniciones del concepto de subcuenca.
Bajo el BNA el código del ítem es 095 y con el DARH es 0904.
La subdivisión del BNA es como sigue:
| Cuenca                | Subcuenca | Subsubcuenca | Aguas                                                      | Área drenaje km² | Observaciones |
| --------------------- | --------- | ------------ | ---------------------------------------------------------- | ---------------- | ------------- |
| 095 Río Queule (mapa) |           |              |                                                            |                  |               |
| 095                   | 0950      | 09500        | Río Queule                                                 | 700              |               |
| total:                | 1         | 1            | Región: IX (100%) / Tipo: Exorreica / Desemb.: O. Pacífico | 700              |               |

La disposición de cuencas en el inventario DARH es la siguiente:
| Código   | Nombre                                | Código en mapa    | Tipología de cuenca | Vertiente de cuenca | Origen de cuenca  | Temperatura media anual (C°) | Temperatura máxima (C°) | Temperatura mínima (C°) | Precipitación anual (mm) | Número de estaciones fluviométricas | Número de estaciones pluviométricas | Área (km²)        |
| -------- | ------------------------------------- | ----------------- | ------------------- | ------------------- | ----------------- | ---------------------------- | ----------------------- | ----------------------- | ------------------------ | ----------------------------------- | ----------------------------------- | ----------------- |
| 0904     | Cuenca Río Queule                     | Cuenca Río Queule | Cuenca Río Queule   | Cuenca Río Queule   | Cuenca Río Queule | Cuenca Río Queule            | Cuenca Río Queule       | Cuenca Río Queule       | Cuenca Río Queule        | Cuenca Río Queule                   | Cuenca Río Queule                   | Cuenca Río Queule |
| 090400   | Río Queule                            | 0                 | Exorreica           | Pacífico            | Pluvial           | 11.4                         | 22.7                    | 3.7                     | 1936.7                   | 0                                   | 0                                   | 589.4             |
| 09040000 | Estero Sin Nombre hasta Laguna Tromen | 73                | Exorreica           | Pacífico            | Pluvial           | 11.4                         | 22.9                    | 3.6                     | 1851.6                   | 0                                   | 0                                   | 108.0             |

## Hidrología

Diagrama unifilar de la red hidrográfica del río Queule.

### Red hidrográfica
Los cuerpos de agua considerados en esta categoría son:

### Caudal y régimen
El régimen del río Queule es estrictamente pluvial, con crecidas de invierno.: 467 

### Glaciares
El inventario público de glaciares de Chile 2022 no registra glaciares en la cuenca del Queule.

### Humedales
El Ministerio del Medio Ambiente no registra tipo alguno de humedales en la zona.

## Clima

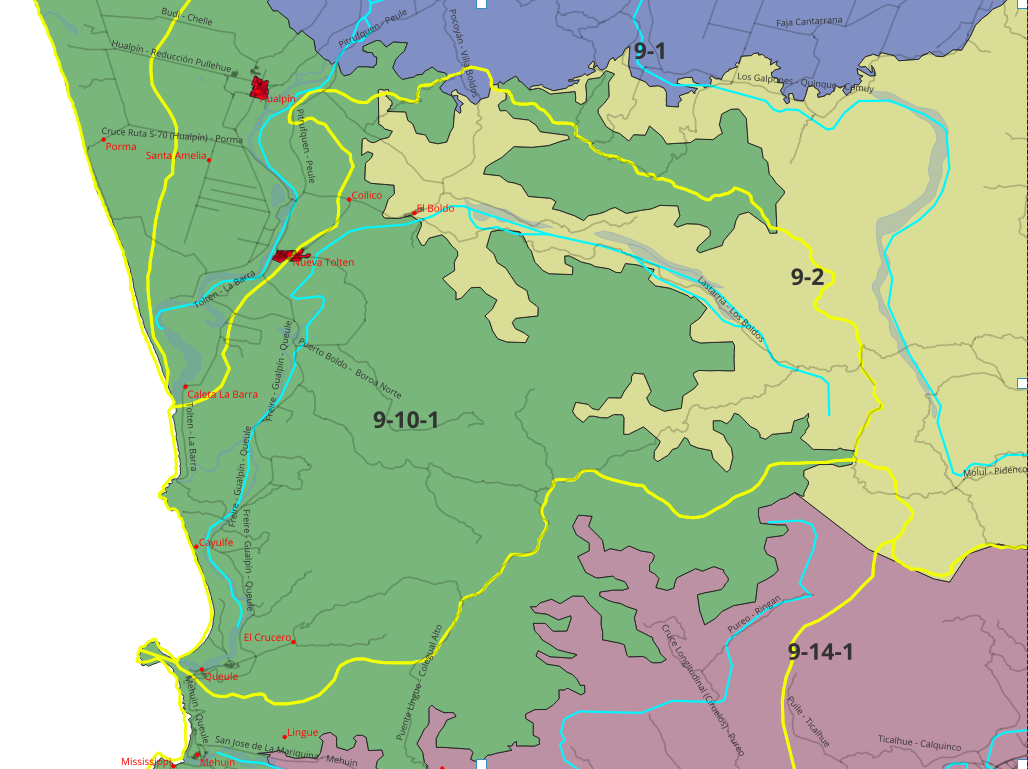
Distritos agroclimáticos en la cuenca del río Queule según el Atlas agroclimático de Chile. Las líneas amarillas son los límites de los ítems o cuencas.

El Atlas agroclimático de Chile distingue dos distritos climáticos en la cuenca:
- 9-10-1 Templado cálido mesotermal con régimen de humedad per húmedo (Cfb1pH). La temperatura oscila entre un máximo de enero de 21,6 °C (máx de 23,9 °C y mín de 17,4 °C dentro del distrito) y un mínimo de Julio de 5,4 °C (máx de 6 °C y mín de 4,3 °C dentro del distrito). Tiene un promedio de 269 días consecutivos libres de heladas. En el año se registra un promedio de 5 heladas.El período de temperaturas favorables a la actividad vegetativa dura 7 meses. Registra anualmente 892 días grado y 666 horas de frío acumuladas hasta el 31 de Julio. La precipitación media anual es de 1.951 mm y un período seco de 0 meses, con un déficit hídrico de 122 mm/año.El período húmedo dura 8 meses durante los cuales se produce un excedente hídrico de 1.102 mm.
- 9-2 Templado cálido mesotermal con régimen de humedad húmedo con tendencia mediterránea (Csb1fs). La temperatura oscila entre un máximo de enero de 24,9 °C (máx de 25,8 °C y mín de 20,4 °C dentro del distrito) y un mínimo de julio de 3,7 °C (máx de 5,1 °C y mín de 2,9 °C dentro del distrito). Tiene un promedio de 200 días consecutivos libres de heladas. En el año se registra un promedio de 17 heladas. El período de temperaturas favorables a la actividad vegetativa dura 7 meses. Registra anualmente 1.100 días grado y 1.056 horas de frío acumuladas hasta el 31 de Julio. La precipitación media anual es de 1.912 mm y un período seco de 2 meses, con un déficit hídrico de 288 mm/año. El período húmedo dura 7 meses durante los cuales se produce un excedente hídrico de 1.073 mm.

Diagrama Walter Lieth para la localidad de Portal de Queule en la Región de La Araucanía, Chile.

Los diagramas Walter Lieth muestran con un área azul los periodos en que las precipitaciones sobrepasan la cantidad de agua que el calor del sol evapora en el mismo lapso de tiempo, (un promedio de 10 °C mensuales evaporan 20 mm de agua caída) dejando un clima húmedo. Por el contrario, las zonas amarillas indican que durante ese tiempo el agua caída puede ser evaporada por el calor del sol. El área gris señala meses muy húmedos.

## Áreas bajo protección oficial y conservación de la biodiversidad
El Ministerio del Medio Ambiente no registra áreas protegidas en la zona, pero sí existe un sitio prioritario (Estrategia Regional de Biodiversidad), por cierto los Humedales de Queule.